# Trancefer
Trancefer is het veertiende muziekalbum van de Duitse elektronische muziek-maker Klaus Schulze. Het is opgenomen in Hambühren in 1981. Oorspronkelijk was het voor Schulze een kort album, de twee tracks zijn samen amper 38 minuten. Het album verscheen op het eigen label van Schulze: IC.
Voor dit album is onderzocht wat een betere geluidskwaliteit zou geven 33 of 45 toeren per minuut. Uiteindelijk werd het de gebruikelijke 33 rpm, maar er zijn 300 elpees geperst, die op 45 rpm afgespeeld moeten worden, daarnaast volgde nog 500 stuks met 33 rpm halfspeed-cut. De afwijkende versies zijn genummerd. De albums waren anders gemixt.

## Musici
- Klaus Schulze – elektronica
- Michael Shrieve – slagwerk
- Wolfgang Tiepold – cello

Schulze kent Shrieve uit de superband Go.

## Composities
1. A few minutes after Trancefer (18 :28)
2. Silent running (18:56)
3. A few minutes after Trancefer (18:17 (33 rpm halfspeed-cut-versie)
4. Silent running (19:07) (45 rpm versie)

Silent running is gebaseerd op de gelijknamige film met Bruce Dern.